# Petition

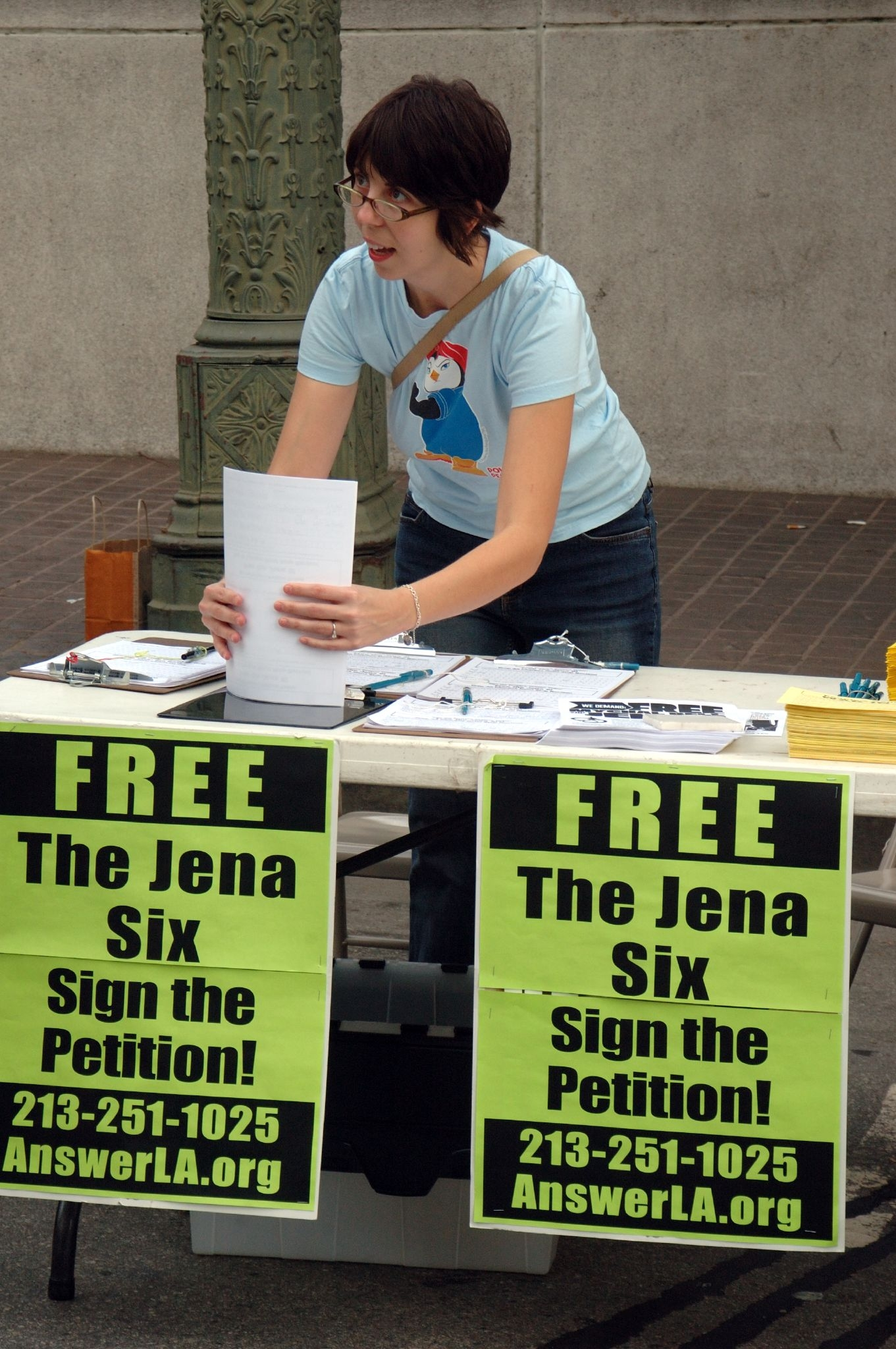
Unterschriftensammlung für eine Petition

Eine Petition (lateinisch petitio Bittschrift, Gesuch, Eingabe; bildungssprachlich auch Adresse) (auch Petitum)  ist ein Schreiben (eine Bittschrift, ein Ersuchen, eine Beschwerde) an eine zuständige Stelle, zum Beispiel eine Behörde oder Volksvertretung. Dabei kann grundsätzlich unterschieden werden zwischen Ersuchen, die auf die Regelung eines allgemeinen politischen Gegenstands zielen (z. B. den Beschluss oder die Änderung eines Gesetzes durch das Parlament, die Änderung einer Verfahrensweise in einer Behörde), und Beschwerden, die um Abhilfe eines individuell erfahrenen Unrechts (z. B. eine formal zwar zulässige, aber als unverhältnismäßig empfundene Behördenentscheidung) bitten. Der Einsender einer Petition wird Petent genannt (Partizip Präsens von lateinisch petere verlangen, erbitten). Die Zulässigkeit von Petitionen ist ein allgemein anerkannter Bestandteil der demokratischen Grundrechte eines jeden Bürgers.

## Petitionsrecht
Als Petitionsrecht wird das Recht bezeichnet, eine Eingabe an alle Stellen und Ämter zu richten, angehört zu werden und in der Folge keinerlei Benachteiligungen befürchten zu müssen.

### Deutschland

#### Bundesrecht
In Deutschland ist das Petitionsrecht als Grundrecht in Art. 17 Grundgesetz (GG) festgeschrieben:

„Jedermann hat das Recht, sich einzeln oder in Gemeinschaft mit anderen schriftlich mit Bitten oder Beschwerden an die zuständigen Stellen und an die Volksvertretung zu wenden.“

Der Deutsche Bundestag hat einen gesonderten Petitionsausschuss.
Weitere einschlägige Regelungen sind:
- Art. 17a GG – Mögliche Einschränkung des Petitionsrechtes (Beamte müssen in Dienstsachen den Dienstweg einhalten; eingeschränktes Petitionsrecht für Wehr- und Ersatzdienstleistende)
- Art. 45c GG – Petitionsausschuss des Deutschen Bundestages

Eine Petition im Sinne des Grundgesetzes muss schriftlich erfolgen und den Absender erkennen lassen. Der Eingabesteller hat einen Anspruch darauf, dass seine Petition entgegengenommen und beschieden wird. Ihm muss jedoch lediglich das Ergebnis mitgeteilt werden, einen Anspruch auf eine mündliche Verhandlung oder Begründung gibt das Petitionsrecht nach der Rechtsprechung des Bundesverfassungsgerichts nicht.
Am 22. April 1953 entschied dazu das Bundesverfassungsgericht (BVerfGE 2, 225- online (Memento vom 24. November 2006 im Internet Archive)):

„1. Das Grundrecht des Art. 17 GG verleiht demjenigen, der eine zulässige Petition einreicht, ein Recht darauf, daß die angegangene Stelle die Eingabe nicht nur entgegennimmt, sondern auch sachlich prüft und dem Petenten zum mindesten die Art der Erledigung schriftlich mitteilt.
2. Wer auf eine zulässige Petition ordnungsgemäß beschieden ist, hat, wenn er die gleiche Petition nochmals bei der gleichen Stelle anbringt, grundsätzlich keinen Anspruch auf sachliche Prüfung und Bescheidung.“

Seit dem 1. September 2005 ist es möglich, Online-Petitionen über ein Internetformular beim Petitionsausschuss des Deutschen Bundestages einzureichen.
Zugleich sind Öffentliche Petitionen eingeführt worden.
Wird eine Petition innerhalb von sechs Wochen nach Eingang (bei öffentlichen Petitionen rechnet die Frist ab der Veröffentlichung im Internet) von 30.000 oder mehr Personen unterstützt, wird über sie im Regelfall im Petitionsausschuss öffentlich beraten. Der Petent wird zu dieser Beratung eingeladen und erhält Rederecht.
Neben Petitionen sind auch Dienstaufsichtsbeschwerden und Fachaufsichtsbeschwerden durch Artikel 17 GG legitimiert.

#### Landesrecht
Auch die jeweiligen Landesverfassungen räumen das Petitionsrecht des Bürgers ein, so z. B. in Artikel 115 der Bayerischen Verfassung oder Artikel 34 der Verfassung von Berlin. Eingaben an ein Landesparlament werden vom Petitionsausschuss dieser Volksvertretung entgegengenommen. Die Rahmenbedingungen für Petitionsverfahren auf Landesebene unterscheiden sich dabei erheblich sowohl im Vergleich zur Bundesebene als auch untereinander. In einigen Bundesländern, beispielsweise in Brandenburg, besteht Anspruch auf Bescheid über die Petition.

#### Verwaltungsrecht
Daneben gibt es das sehr viel weniger beachtete Recht, sich an eine Behörde oder an eine andere „zuständige“ öffentliche Stelle zu wenden. Infrage kommt jede Behörde der staatlichen oder der mittelbaren staatlichen Verwaltung, also jede Behörde der Gebietskörperschaften (beispielsweise das Gesundheitsamt, das Schulamt oder die Ausländerbehörde) ebenso wie Sozialleistungsträger (Krankenkassen, Berufsgenossenschaften, Träger der Grundsicherung für Arbeitsuchende und dergl.) oder staatlich „Beliehene“ (etwa der TÜV oder die Dekra), aber auch politische Stellen, wie zum Beispiel der örtliche Bürgermeister, der Landrat oder die Staatskanzlei der Landesregierung.
Setzt sich die jeweilige Stelle mit der Petition nicht auseinander, kann man dies auf dem Verwaltungsrechtsweg erzwingen. Wird die Petition bei einer nicht zuständigen Stelle erhoben, muss sie an die zuständige Stelle weitergeleitet werden.
Die Kontrollfunktion der Landesparlamente und des Bundestages gegenüber den jeweiligen Regierungen wird allerdings bei den Petitionen an die zuständigen Stellen selten genutzt. In Bremen wird eine solche Möglichkeit der Berichtspflicht des Senats an die Bürgerschaft geprüft.

#### Abgrenzung von anderen Rechtswegen
Die Eingabe an den Bundespräsidenten bezüglich einer vorzeitigen Entlassung aus der Haft nennt man Gnadengesuch und ist nicht mit einer Petition zu verwechseln.

#### Petitionsrecht in der DDR

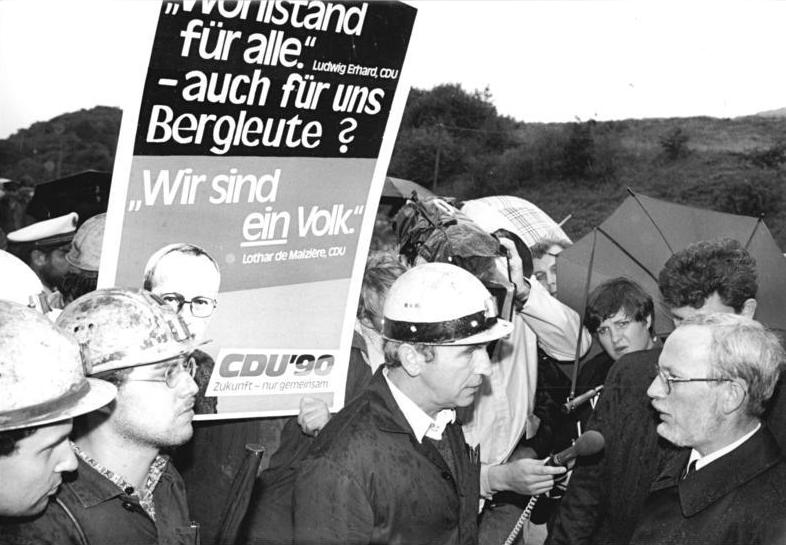
21. September 1990 Eisenach: Bergleute der Fluß- und Schwerspat GmbH aus dem thüringischen Trusetal übergeben dem Ministerpräsidenten Lothar de Maizière eine Petition, in der u. a. gleiche Regelungen für alle Bergleute bei Umschulungsmaßnahmen und Abfindungen gefordert werden.

In der DDR waren aufgrund der von 1952 bis Mitte 1989 fehlenden Verwaltungsgerichtsbarkeit und des fehlenden individuellen Klagerechts gegen Verwaltungsentscheidungen Eingaben die einzige Möglichkeit für die Bevölkerung, sich gegen staatliche Willkür zu wehren. Rechtsgrundlage waren das in Art. 103 der Verfassung der Deutschen Demokratischen Republik von 1968 verankerte Petitionsrecht und das Gesetz über die Bearbeitung der Eingaben der Bürger (Eingabengesetz). Die Petenten besaßen, ebenso wie Petenten in der BRD, keinen Rechtsanspruch auf Erfüllung ihres Anliegens. Die Historikerin Beatrix Bouvier bezeichnet das Eingabewesen in der DDR dennoch als vormodern. Die zumindest formale Bearbeitung der Eingabe innerhalb einer vierwöchigen Frist war in § 7 des Eingabengesetzes der DDR garantiert. In der DDR konnte eine Eingabe auch an volkseigene Betriebe, sozialistische Genossenschaften und sonstige wirtschaftliche Einrichtungen gerichtet werden. Die Eingabe sollte als Konfliktbewältigung zwischen Bürger und Staat dienen.
Der aufgrund der nach der friedlichen Revolution zuvor erreichten Freiheiten am 26. November 1989 verfasste Aufruf Für unser Land stellt die erfolgreichste Petition in der DDR mit etwa 1,17 Millionen Zustimmungen dar. Dieser Aufruf wurde bis zum 1. Dezember 1989 – der Volkskammersitzung – an der noch herrschenden Regierung vorbei gestellt. Bereits unmittelbar nach der Pressekonferenz am 28. November 1989 wurde er durch Rundfunk und Fernsehen medial verbreitet.

### Schweiz
In der Bundesverfassung wird das Petitionsrecht in Art. 33 garantiert. Die Behörden des Bundes, der Kantone und der Gemeinden werden damit verpflichtet, von einer an sie gerichteten Petition Kenntnis zu nehmen. Eine verfassungsrechtliche Verpflichtung zur Beantwortung einer Petition besteht zwar nicht. Trotzdem werden Petitionen in der Regel beantwortet. An die Bundesversammlung gerichtete Petitionen werden von den für das Thema der Petition sachlich zuständigen Kommissionen der beiden Kammern des Parlaments (Nationalrat und Ständerat) behandelt (Art. 126, Art. 127 und Art. 128 ParlG). Gibt eine Kommission einer Petition Folge, so nimmt sie ihr Anliegen auf, indem sie in ihrem Rat eine parlamentarische Initiative oder einen Vorstoss (Motion oder Postulat) einreicht. Die Kommission kann das Anliegen der Petition auch als Antrag bei der Behandlung eines bereits hängigen anderen Beratungsgegenstandes (z. B. eines Gesetzesentwurfs) einbringen. Gibt die Kommission der Petition keine Folge, so stellt sie ihrem Rat den entsprechenden Antrag. Nach Abschluss der Behandlung einer Petition werden die Petenten informiert, wie ihrem Anliegen Rechnung getragen wurde. In der 49. Legislaturperiode (2011–2015) wurden 206, in der 50. Legislaturperiode (2015–2019) 106 Petitionen eingereicht.
Dieses historische Recht verlor im Gesetzgebungsprozess zwar an Bedeutung, da sich die politischen Rechte seit Einführung der Petition im früheren 19. Jahrhundert bald darauf um die verbindlicheren Initiativ-  und Referendumsrechte erweitert haben. Das Recht ist dennoch nicht zu unterschätzen, denn auch Ausländer, Minderjährige oder juristische Personen können Petitionen einreichen. Damit können von jeder Person Vorschläge eingereicht werden.
An die Bundesversammlung gerichtete Kritiken und Beschwerden zur Geschäftsführung und zum Finanzgebaren von Bundesbehörden oder Trägern von Aufgaben des Bundes werden nicht als Petitionen, sondern als Eingaben behandelt. Sie werden den für die Oberaufsicht zuständigen Geschäftsprüfungskommissionen oder Finanzkommissionen der Eidgenössischen Räte zur direkten Beantwortung zugewiesen (Art. 129 ParlG).

### Europäische Union
Bereits 1953 hatte der Vorgänger des Europäischen Parlaments – die Gemeinsame Versammlung der EGKS – die Möglichkeit der Petition in ihrer Geschäftsordnung vorgesehen und somit jedem Bürger das Recht eingeräumt, sein Anliegen auf diesem Weg vorzubringen. Bis zu den Direktwahlen im Jahr 1979 wurde hiervon allerdings sehr wenig Gebrauch gemacht. Zwischen 1958 und 1979 wurden insgesamt 128 Petitionen eingereicht. Waren es zum Beispiel in den Jahren 1978–1979 etwa 20 Petitionen, die eingereicht wurden, wurden 2004 hingegen schon 1.002 eingereicht. Mit dem Inkrafttreten des Maastricht-Vertrags (1. November 1993) wurde das Petitionsrecht in die Europäischen Verträge aufgenommen. Laut Artikel 227 im Vertrag über die Arbeitsweise der Europäischen Union (bis 30. November 2008 Artikel 194 des EG-Vertrags) haben Unionsbürger und juristische und natürliche Personen mit (Wohn-)Sitz in der EU das Recht, eine Petition an das Europäische Parlament zu richten. Voraussetzung: Der Gegenstand der Petition muss in den Kompetenzbereich der EU fallen und die Petenten sind direkt betroffen. Das Petitionsrecht ist zudem in Artikel 44 der EU-Grundrechtecharta gewährleistet.
In der Petition kann ein individuelles Ersuchen, eine Beschwerde oder Bemerkung zur Anwendung von EU-Recht oder eine Aufforderung an das Europäische Parlament dargelegt werden, zu einer bestimmten Angelegenheit Stellung zu nehmen. Solche Petitionen geben dem Europaparlament die Möglichkeit, auf Verletzungen der Rechte eines Unionsbürgers durch einen Mitgliedstaat oder ein EU-Organ zu reagieren.
Petitionen können schriftlich auf dem Postweg, online auf der Website des Europaparlaments oder per E-Mail eingereicht werden. Jährlich gehen beim Europäischen Parlament rund 1.000 Petitionen ein.  Einige davon werden auch im Parlamentsplenum behandelt. 2006 richtete das Parlament aufgrund von zwei Petitionen zum Fall der in Liquiditätsprobleme geratenen Equitable-Life-Assurance-Gesellschaft sogar einen Sonderausschuss ein, der diesen über ein Jahr lang untersuchte.
Im Gegensatz zur mittlerweile gleichbleibenden Zahl von Petitionen hat sich die Zahl der Mitzeichner dieser Petitionen deutlich erhöht. In der Wahlperiode von 1984 bis 1989 hatten etwa 5,5 Millionen Menschen Petitionen unterstützt, während es in der Periode 1994–1999 schon 10 Millionen Menschen waren, die eine Petition mitzeichneten. In der Zeit von 1999 bis 2004 haben mehrere Petitionen die Zahl von einer Million Mitzeichnern überschritten.
Mit der Europäischen Bürgerinitiative wurde 2012 ein Instrument der politischen Teilhabe eingeführt, die bei einer Sammlung von einer Million Stimmen die europäische Kommission zwingt, sich mit dem Thema der Bürgerinitiative zu beschäftigen.

## Historische Einordnung
Bereits im Mittelalter war die Supplik ein Mittel, um einen Gnadenerweis des Herrschenden zu erbitten. Im kanonischem Recht war eine wohlformulierte Supplik die Voraussetzung dafür, einen Indult oder ein Privileg zu erlangen.

## Spezielle Formen
- Volkspetition
- Online-Petition, die Möglichkeit, Petitionen über Internet einzureichen
- Urgent Action, Amnesty International
- Supplik, in der Frühen Neuzeit
- Meyasubako, im Japan des 18./19. Jahrhundert